# Клермон д’Амбуаз, Жак де
Жак де Клермон д'Амбуаз (фр. Jacques de Clermont d'Amboise; ок. 1525 — ранее 19 марта 1588) — французский дворянин, основатель линии сеньоров де Бюсси и Сексфонтен дома Клермон-Галлеранд.

## Биография
Третий сын Луи III де Клермона, виконта дю Гран-Монрево, и Рене д'Амбуаз.
Барон де Сексфонтен и сеньор части Рейнеля. От своего дяди по материнской линии кардинала Жоржа II д'Амбуаза получил в дар баронию Бюсси, при условии принятия полного герба и имени Амбуазов, после чего стал именоваться Жаком д'Амбуазом.
Капитан ордонансовой роты из тридцати, затем из пятидесяти копий (октябрь 1568 — январь 1574), в 1563 году пожалован в рыцари ордена короля, в 1578 стал камергером и генеральным наместником герцога Алансонского.

## Семья
1-я жена (26.06.1550): Катрин де Бово, дама де Моньевиль, дочь Рене де Бово, сеньора де Моньевиль, и Мадлен д'Оссонвиль
Дети:
- Луи д'Амбуаз, называемый Бюсси д'Амбуазом (ум. 19.08.1579), сеньор де Бюсси, губернатор Анжу
- Юбер д'Амбуаз (ум. 06.1577), сеньор де Моньевиль. Убит при осаде Иссуара
- Жорж д'Амбуаз (ум. между 1587 и 1596), барон де Бюсси и Сексфонтен, сеньор части Рейнеля, дворянин Палаты короля, рыцарь ордена Святого Михаила. Жена (до 1587): Люкрес де Кастель-Сан-Назар, дочь Жана де Кастель-Сан-Назара, сеньора де Морне
- Рене д'Амбуаз (ум. 9.10.1595). Муж: Жан де Монлюк (ок. 1545 — 1603), сеньор де Баланьи, маршал Франции
- Маргерит д'Амбуаз (ум. 1605). Муж (6.04.1597): Оливье де Шастеллю, виконт д'Аваллон
- Франсуаза д'Амбуаз. Муж: N, сеньор де Ла-Ферте-Эмбо

2-я жена: Жанна де Ромекур, дочь Жана де Ромекура, сеньора де Массо, и Эдме де Брабан. После смерти супруга приписала ему титул маркиза де Рейнеля, на который он не имел формального права
Дочь:
- Рене д'Амбуаз (ум. 10.12.1607). Муж: Жан де Лафонтен д'Оньон, барон де Массиньян